# Alphonse Leblanc
Pour les articles homonymes, voir Leblanc.
Alphonse Leblanc était un homme politique canadien.
Né à Memramcook, il a été conseiller du village au conseil municipal du comté de Westmorland. Il a ensuite été élu préfet du comté en 1928.